# Lethrinus microdon
Lethrinus microdon är en fiskart som beskrevs av Valenciennes, 1830. Lethrinus microdon ingår i släktet Lethrinus och familjen Lethrinidae. Inga underarter finns listade i Catalogue of Life.